# Stanisław Sudoł (duchowny)
Stanisław Sudoł (ur. 16 marca 1895 w Zembrzy-Raniżowie, zm. 19 marca 1981) – polski duchowny rzymskokatolicki, proboszcz parafii św. Walentego i Narodzenia Najświętszej Maryi Panny w Wiązownicy i parafii św. Mikołaja w Dzikowcu oraz Sługa Boży Kościoła katolickiego.

## Życiorys
Stanisław Sudoł urodził się na ziemi sandomierskiej 16 marca 1895 w Zembrzy koło Raniżowa w rodzinie wielodzietnej (ośmioro dzieci) jako syn Marcina i Wiktorii z domu Miszek. Po ukończeniu nauki w szkole ludowej w Zielonce, uczył się w gimnazjum w Rzeszowie i w Przemyślu. Świadectwo dojrzałości uzyskał 12 września 1915 w Przemyślu, a następnie wstąpił do tutejszego Wyższego Seminarium Duchownego. 23 grudnia 1915(dts) odbyły się obłóczyny, a święcenia kapłańskie przyjął 1 czerwca 1919 z rąk bp. Józefa Sebastiana Pelczara, późniejszego świętego.
Po święceniach 16 sierpnia 1919(dts) został wikariuszem parafii Podwyższenia Krzyża Świętego w Rakszawie. Po prawie trzech latach (1 kwietnia 1922(dts)) został wikariuszem parafii św. Walentego i Narodzenia NMP w Wiązownicy, gdzie następnie był administratorem, a od 2 września 1932(dts) proboszczem. Tutaj również dał się poznać jako duszpasterz, katecheta i budowniczy wiązownickiej świątyni. Był to czas, kiedy podjął się także budowy kolejnego kościoła w Manasterzu i był współinicjatorem budowy świątyni w Szówsku.
10 stycznia 1945 został proboszczem parafii św. Mikołaja w Dzikowcu. Od samego początku zajął się reorganizacją parafii, rozpoczynając od spraw duchowych. Zachęcał do modlitwy, uczestnictwa w niedzielnej mszy świętej, nabożeństwach, zakładał i prowadził grupy duszpasterskie działające przy parafii, katechizował. Wprowadził w parafii czterdziestogodzinne nabożeństwo, głosił nauki rekolekcyjne, zachęcał do adoracji Najświętszego Sakramentu.

Zmarł 19 marca 1981, po czym został pochowany na cmentarzu w Dzikowcu. Parafianie na jego nagrobku umieścili następujący napis: 

Módl się za nami i ciesz się w Niebie, za wierną służbę Bogu i ludziom.

20 grudnia 2019(dts) odbyła się ekshumacja jego doczesnych szczątków, które spoczęły w miejscowym kościele św. Mikołaja.

## Proces beatyfikacji

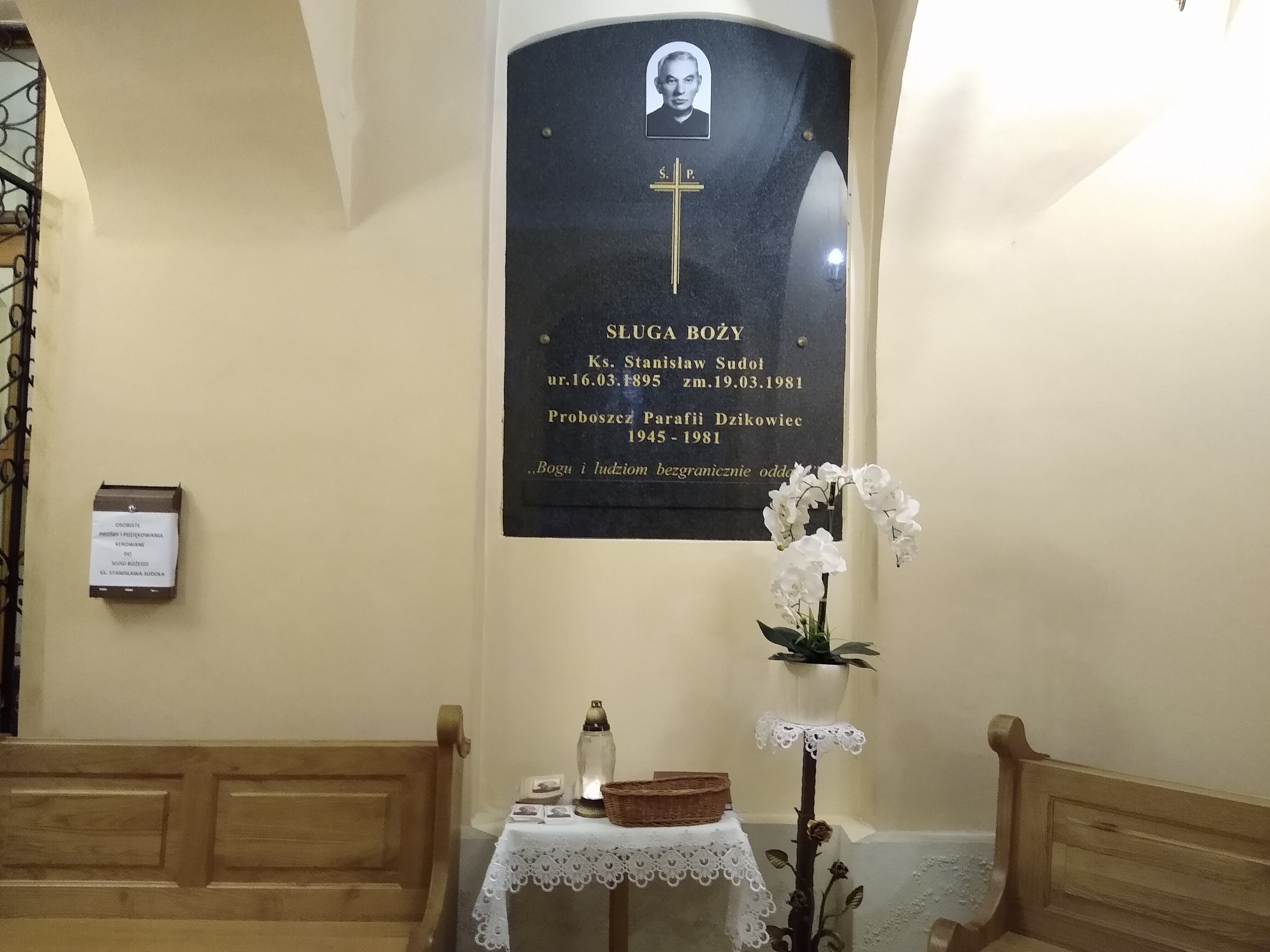
Grób Stanisława Sudoła w kościele św. Mikołaja w Dzikowcu

Z inicjatywy diecezji sandomierskiej powstała propozycja wyniesienia jego na ołtarze. Stolica Apostolska w 2013 wydała zgodę tzw. nihil obstat na przeprowadzenie procesu jego beatyfikacji. 19 marca 2014(dts) w bazylice katedralnej Narodzenia NMP w Sandomierzu publiczną sesją wstępną, której przewodniczył 
biskup sandomierski Krzysztof Nitkiewicz rozpoczął się diecezjalny etap tego procesu. Odtąd przysługuje mu tytuł Sługi Bożego. Postulatorem procesu szczebla diecezjalnego mianowano początkowo ks. dr Krzysztofa Ciska, a następnie został nim ks. dr Jan Biedroń. Powołany został trzyosobowy trybunał, który prowadził dochodzenie dotyczące jego życia, cnót heroicznych i opinii świętości w następującym składzie:
- ks. Sylwester Serafin – delegat biskupi
- ks. Michał Grochowina – promotor sprawiedliwości
- ks. Krzysztof Irek – notariusz

W latach 2014–2019 odbyło się 44 sesji powołanego trybunału beatyfikacyjnego, przed którym przesłuchano 31 świadków (m.in. trzech biegłych z zakresu historii i archiwistyki, którzy z archiwów zebrali ponad 4500 stron dokumentów dotyczących jego osoby). Powołani biegli cenzorzy teologowie dokonali ekspertyzy kilkudziesięciu jego pism. 2 czerwca 2019(dts) w kościele św. Mikołaja w Dzikowcu uroczystą mszą świętą pod przewodnictwem bp. Nitkiewicza zakończono etap diecezjalny tego procesu, po czym akta zostały przesłane do Kongregacji Spraw Kanonizacyjnych w Rzymie celem dalszego postępowania. 
27 czerwca 2019(dts) rozpoczął się rzymski etap tego procesu. Po zapoznaniu się z przekazaną dokumentacją Stolica Apostolska 8 listopada 2019(dts) wydała dekret o ważności postępowania diecezjalnego.